# Байбаков, Владимир Викторович
Влади́мир Ви́кторович Байбако́в (род. 20 ноября 1958) — российский дипломат. Чрезвычайный и полномочный посол (2023).

## Биография
Окончил МГИМО МИД СССР (1980). На дипломатической работе с 1980 года.
- В 1994—1998 годах — советник, заведующий секретариатом, начальник отдела Департамента — Исполнительного секретариата МИД России[2].
- В 1998—2002 годах — старший советник Посольства России в США[2].
- В 2002—2008 годах — начальник отдела, заместитель директора Департамента Ближнего Востока и Северной Африки МИД России[2].
- С 15 августа 2008 по 11 ноября 2014 года — чрезвычайный и полномочный посол Российской Федерации в Мавритании[3][4].
- В 2015—2021 годах — заместитель директора Департамента информационного обеспечения МИД России[1].
- В 2021—2022 годах — посол по особым поручениям МИД России[1].
- С 27 мая 2022 года — чрезвычайный и полномочный посол Российской Федерации в Марокко[5].| Внешние изображения | Внешние изображения                 |
| ------------------- | ----------------------------------- |
|                     | Владимир Викторович Байбаков (фото) |

## Дипломатический ранг
- Чрезвычайный и полномочный посланник 2 класса (18 сентября 2009)[6].
- Чрезвычайный и полномочный посланник 1 класса (15 августа 2013)[7].
- Чрезвычайный и полномочный посол (9 июня 2023)[8].